# Jovino Santos Neto
Jovino José dos Santos Neto (Rio de Janeiro, 18 de setembro de 1954) é um pianista, tecladista, flautista, arranjador, compositor, professor e produtor musical brasileiro.
Jovino começou a tocar piano aos 13 anos, e por 16 anos estava tocando teclados em uma banda chamada The Vacancy Group no bairro Bangu, zona oeste do Rio de Janeiro.
Jovino ganhou um licenciamento em Biologia, da Universidade Federal do Rio de Janeiro, e mais tarde, de MacDonald College of McGill University em Montreal, no Canadá.
Em 1977, juntou-se com o grupo, liderado pelo compositor Hermeto Pascoal, trabalhando como pianista, flautista, compositor, arranjador e produtor.
Deixou o grupo de Hermeto em 1992 e mudou-se para os Estados Unidos, Jovino tem lançado várias gravações e turnês internacionais como líder de seu próprio ensemble e também em colaboração com músicos como Airto Moreira, Flora Purim, e Mike Marshall.
Jovino leciona no Cornish College of the Arts de Seattle e é professor frequente em Jazz Camp West.